# Ivanka Ribič
Ivanka Ribič, slovenska sopranistka, koncertna in operna pevka ter glasbena pedagoginja, * 16. maj 1895, Šentvid pri Ljubljani, † 17. julij 1980, Ljubljana.

## Življenje in delo
Ivanka Ribič (Iva) rojena Rožmanc, ki se je rodila v Šentvidu pri Ljubljani očetu Jožefu Rožmancu, kmetovalcu, kasnejšemu upravniku Milarne na Tržaški cesti v Ljubljani, je v letih 1901−1908 obiskovala osnovno šolo v uršulinskem samostanu v Ljubljani in kasneje tudi zasebni trgovski tečaj (Weinlich). Poročila se je leta 1919 in ohranila možev priimek tudi po sodni ločitvi 1937. Že zgodaj je uveljavila svoj pevski talent kot zborovska pevka in nastopala v zboru ljubljanske Opere (1918–1922), hkrati se je učila solističnega petja v šoli Glasbene matice v Ljubljani (1919–1921).  Svoj prvi večji gledališki uspeh je dosegla z vlogo Micaele (Carmen) v ljubljanski Operi 14. aprila 1925. S tem se je vključila v generacijo, ki je v času, ko je na osrednjem slovenskem odru prevladovalo petje tujih pevcev v tujih jezikih, pomagala ustvarjati slovensko opero. V ljubljanski Operi je bila angažirana kot solistka 1924–1946. Potem je bila premeščena v Maribor, kjer je bila članica SNG Maribor od 1946 do upokojitve 1950. V vseh teh dolgih letih uspešnega pevskega in igralskega umetniškega dela je naštudirala okoli 60 vlog. V dolgi karieri je pela skoraj ves lirski in deloma tudi koloraturni sopranski repertoar. Med njimi so bile zanjo prvotno značilne poleg Micaele še Barbka (Figarova svatba), Carjevič (Boris Godunov), Jano (Jenufa), Nedda (Pagliacci), Lauretta (Gianni Schicchi), Eleonora (Zvedave ženske), pozneje pa Gilda (Rigoletto), Violetta (Traviata), Leonora (Trubadur), Margareta (Faust), Rusalka (A. Dvořak), Madame Butterfly (G. Puccini), Mimi (Bohême) itd. Poleg tega je večkrat pela tudi na raznih koncertih. Petindvajsetletnico svojega solističnega pevskega in igralskega umetniškega dela je praznovala 24. aprila 1948 v Operi SNG v Ljubljani kot Violetta (Traviata) in 27. junija istega leta v SNG v Mariboru kot Mimi (Bohême). Od upokojitve dalje se je posvečala vzgoji mladih pevcev v Mariboru.